# 罗兰·施罗德
罗兰·施罗德（德語：Roland Schröder，1962年8月17日—），德国男子赛艇运动员。他曾代表东德参加1988年夏季奥林匹克运动会赛艇比赛，获得男子四人单桨无舵手金牌。